# Brunnenkopp & Staude Logistik

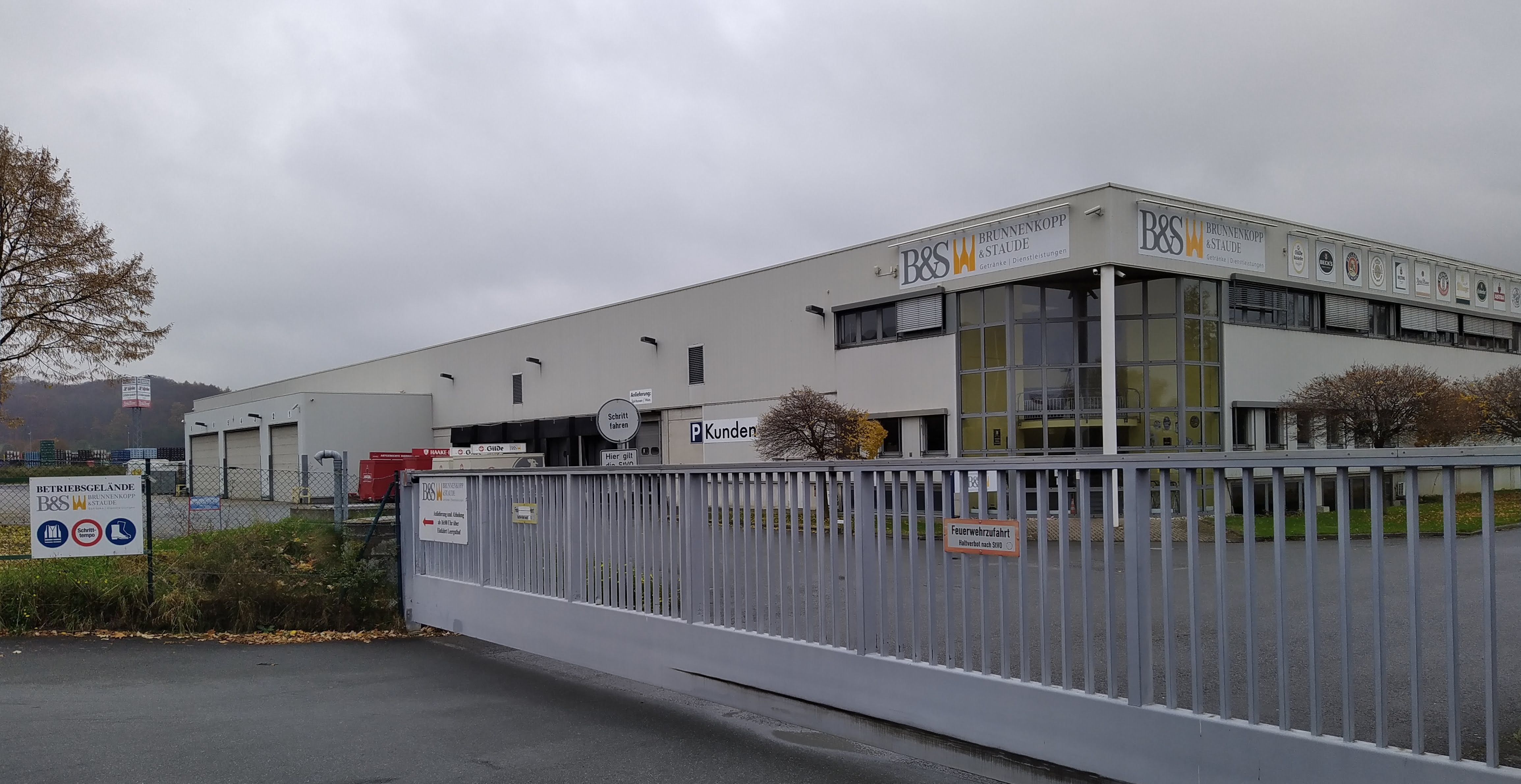
Lager in Empelde bei Hannover

Brunnenkopp & Staude Logistik, Logo B & S, ehemals auch Brunnenkopp Wilhelm Kopp, ist einer der führenden Getränke-Großhändler in Niedersachsen.

## Geschichte
Das Unternehmen wurde von Wilhelm Kopp (* 9. März 1890 in Hannover; † 29. März 1951 ebenda) zur Zeit der Weimarer Republik und im Jahr des Höhepunktes der Weltwirtschaftskrise 1929 gegründet. Erster Firmensitz war die Asternstraße in der Nordstadt von Hannover, unter deren Adresse Kopp eine Fabrik zur Herstellung von Limonade und Selterswasser aufbaute.
Während der Luftangriffe auf Hannover im Zweiten Weltkrieg wurde das Gebäude und die Betriebs- und Geschäftsausstattung ein Opfer der Fliegerbomben. Dennoch gelang in der Nachkriegszeit der Wiederaufbau sowie die allmähliche Umformung der Fabrik zu einem Handelsunternehmen mit einem kontinuierlich erweiterten Angebot sowohl national als auch international gehandelter alkoholischer sowie alkoholfreier Getränke von bis zu 1500 Sorten. Zudem lieferte Brunnenkopp Genussmittel und Bedarfsgegenstände für gastronomische Betriebe.
Nach dem Tod des Firmengründers im Jahr 1951 übernahm sein Sohn Horst Kopp (1932–2012) das Unternehmen und baute Brunnenkopp zu einem der führenden Getränke-Großhändler in Niedersachsen aus: So zählte das Unternehmen zum Beginn des 21. Jahrhunderts rund 1300 Betriebe zu seinem Kundenstamm, darunter auch andere Groß- und Einzelhändler. Betriebstätte war zeitweilig das Gebäude unter der Adresse Asternstraße 10.
Nach einem Umzug an den Vinnhorster Weg wurde der Standort im Jahr 2002 an zwei verschiedene Betriebsstellen verlagert:
1. Der Schwerpunkt des Unternehmens mit dem Handel von Bier und alkoholfreien Getränken, dem Logistik-Zentrum, der Geschäftsführung und der Verwaltung fand nun in Ronnenberg, Ortsteil Empelde seinen Sitz,
2. während Spirituosen, Tabakwaren, Süßwaren und Gastronomiebedarf vom Entenfangweg aus verladen wurden.[3]

Nachdem sich Horst Kopp nach rund 60 Jahren Betriebsführung Ende 2008 aus der Tagesgeschäft zurückgezogen hatte, musste
das Unternehmen Brunnenkopp im März 2011 Insolvenz anmelden – und wurde im Mai desselben Jahres von der als Familienunternehmen geführten Waldhoff-Gruppe übernommen. Im selben Jahr wechselten von dem zuvor schon ebenfalls von der Waldhoff-Gruppe übernommenen Getränkegroßhandel Staude rund 90 ehemalige Mitarbeiter der Firma auf das 49.000 Quadratmeter große Firmengelände von Brunnenkopp in Empelde, auf dem zudem rund 15.000 Quadratmeter Hallenfläche zur Verfügung standen.
Die Zusammenlegung mit der Belegschaft von Staude – nach der Insolvenz von Brunnenkopp beschäftigte die Waldhoff-Gruppe im September 2011 zunächst noch 65 Brunnenkopp-Mitarbeiter – ging einher mit der Neugründung der nunmehrigen Firma Brunnenkopp & Staude Logistik (B & S) als GmbH und Co. KG. Durch die Zusammenlegung zählte B & S mit 900 Angestellten und zehn Standorten zu den fünf größten Getränkegroßhändlern bundesweit. Ende 2011 konnten rund 2500 Kunden aus den Bereichen Gastronomie und Hotellerie in einem Umkreis von etwa 50 Kilometern aus einer Hand konzertiert beliefert werden.
Während die traditionellen Namen der beiden ehemaligen Konkurrenten im neuen Firmennamen erhalten blieben, sollte auch das von Horst Kopp initiierte traditionelle Branchentreffen im November eines jeden Jahres beibehalten werden, im Zuge der Emanzipation und der Geschäftsführung Frauen etwa in der Gastronomie nicht mehr unter dem alten Titel „Herrenabend“.